# 楊承信
杨承信（921年—964年），字守真，五代十国、北宋初将领，先祖是沙陀部人。后晋太师、寿王杨光远第二子。
杨承信以父荫入任，自义武军节院使领兰州刺史，历任宣武军、平卢军二军牙校。
后晋开运初年，杨光远在青州叛乱，晋出帝派遣李守贞等人讨伐，粮尽势穷，杨承信之兄杨承勋劫持其父投降，青州平定，杨光远死。杨承信与弟杨承祚诣阙请求死罪，晋出帝下诏赦免，以杨承信为右羽林将军，杨承祚为右骁卫将军，放回，在私第服丧，不久安置郑州。之前，杨光远归顺契丹求援，契丹兵未至而杨光远归降。契丹再次来犯，杨承勋当时为郑州防御使，晋出帝把他召来数落其罪将他杀死。以杨承信为平卢军节度使，继承父职。在后汉历任安州、鄜州二州节度使，累加为检校太师。
后周广顺初年，加同平章事。诸将西讨北汉刘旻，杨承信上表请求参加出征。周太祖郭威以郊祀恩赐加开府阶，封杞国公。周世宗即位，进韩国公。显德初年，征南唐淮南，杨承信为濠州攻城副都部署，改任寿州北砦都部署兼知行府事。寿州平定，杨承信以战功擢升为忠正军节度使、同平章事。当时寿州州治迁到下蔡，杨承信扩建城池，又派遣监军薛友柔在庐州北打败唐军六百余人。周恭帝即位，进封鲁国公。
宋朝初年，加兼侍中，入朝，一起征讨李筠，宋太祖命他为泽州西面都部署，平定李筠，改镇河中。乾德元年（963年），进封赵国公。乾德二年（964年），杨承信卒，时年四十四岁，赠中书令。
杨承信身长八尺，美仪表，善于谈论。而且多艺能，虽是叛臣之子，但是历任藩镇，为政严厉不苛，所以能始终富贵。他死后，蒲州百姓上表请求为他立祠，他遗留在百姓中的爱戴可想而知。景德四年（1007年），录用他的孙子杨松为奉职。

## 延伸阅读
[在维基数据编辑]
 《宋史·卷252》，出自脱脱《宋史》